# Redoxamphoterie
Redoxamphoterie ist die Eigenschaft einiger chemischer Stoffe, in Redoxreaktionen je nach Reaktionspartner als Oxidationsmittel oder Reduktionsmittel zu wirken. Amphoter bezeichnet allgemein Stoffe, die auf zweierlei Art reagieren können.
Ein Beispiel hierfür ist Wasserstoffperoxid (H2O2), das für Sauerstoff die mittlere Oxidationsstufe −I aufweist; diese kann  übergehen:
- in die höhere Oxidationsstufe ±0 des O2
- in die niedrigere Oxidationsstufe −II im Wasser (H2O).

Auch das redoxamphotere Sulfition SO32− mit der Oxidationsstufe +IV für Schwefel kann wirken:
- als Reduktionsmittel, wobei der Schwefel bis zu +VI im Sulfat SO42− oxidiert wird.
- als Oxidationsmittel kann das Sulfit bis zum elementaren Schwefel S8 (±0) oder Sulfid S2− (−II) reduziert werden.